# نیوئندن
نیوئندن (به انگلیسی: Newenden) یک روستا و محله مدنی در بریتانیا است که در Ashford واقع شده‌است. نیوئندن ۴٫۲۳ کیلومتر مربع مساحت و ۲۲۳ نفر جمعیت دارد.